# Бутлеровка
Бутлеровка — деревня в Алексеевском районе Татарстана. Входит в состав Бутлеровского сельского поселения.

## География
Находится в западной части Татарстана на расстоянии приблизительно 8 км по прямой на юго-запад от районного центра Алексеевское на речке Курналка.

## История
Основана в первой половине XVIII века. 
В XIX веке жители деревни занимались земледелием, разведением скота, кузнечным и портняжным промыслами. В начале XX века в ней находились земская школа и 3 ветряные мельницы. В этот период размер земельного надела сельской общины составлял 299 десятин. 
До 1920 года деревня находилась в составе Алексеевской волости Лаишевского уезда Казанской губернии. После укрупнения волостей в 1920 году она оказалась в составе Чистопольского кантона Татарской АССР. С 10 августа 1930 года — в составе Алексеевского района, кроме периода с 1 февраля 1963 года по 4 марта 1964 года, когда временно оказалась в составе Чистопольского района.
В деревне было имение известного русского химика Александра Михайловича Бутлерова — создателя теории химического строения органических веществ, родоначальника «бутлеровской школы» русских химиков. В ней он и был похоронен. В начале XX века над его могилой была построена часовня.

## Население
Постоянных жителей было: в 1782 — 140 душ мужского пола, в 1859 — 373, в 1897 — 654, в 1920 — 722, в 1926 — 627, в 1938 — 515, в 1949 — 364, в 1958 — 342, в 1970 — 232, в 1979 — 156, в 1989 — 136, в 2002 — 149 (русские 72 %), 144 — в 2010.